# Косіхинська сільська рада
Косі́хинська сільська рада (рос. Косихинский сельский совет) — сільське поселення у складі Косіхинського району Алтайського краю Росії.
Адміністративний центр — село Косіха.

## Населення
Населення — 5008 осіб (2019; 5490 в 2010, 5980 у 2002).

## Склад
До складу сільської ради входять:
| Населений пункт | Населення, осіб (2002) | Населення, осіб (2010) |
| --------------- | ---------------------- | ---------------------- |
| Косіха, село    | 5656                   | 5229                   |
| Пустинь, село   | 324                    | 261                    |